# Трпимир Мацан
Трпимир Мацан (Дубровник, 20. август 1935) је хрватски историчар и лексикограф.

## Биографија
Детињство је провео у родном граду. Поглед на свет и одгој стекао је од оца који је био хроничар и писац и самим тим је неговао историјске вредности. Године 1953. уписује студије историје у Загребу, али две године касније бива осуђен на једногодишњу затворску казну због јавног прослављања Божића. Након одслужене затворске казне, са студијама наставља у Сарајеву, где дипломира 1959. године радом Дубровачки барабанти у XVI столећу. Докторску дисертацију Живот и рад Миха Клаића одбранио је у Загребу 1971. године.
Мацан се најпре бавио историјом Дубровника и округа и деловањем хрватских политичара у 19. и 20. веку. Од 1965. до пензионисања 2005. године радио је у Лексикографском заводу „Мирослав Крлежа” у Загребу где је уређивао историјске одреднице у енциклопедијама и лексиконима; био је главни уредник Хрватског биографског лексикона од 1990. и главни уредник зборника Bibliographica од 2003. године. Његово темељно историјско дело Повијест хрватскога народа из 1971. године било је уништено након слома Хрватског пролећа, али је поново одштампано 1992. у издању Школске књиге. Уредио је радове многих хрватских историчара попут Вјекослава Клаића, Ферде Шишића, Звонимира Вркљана и др. Поводом одласка у пензију, 2006. године број 2 хрватског часописа Коло у издању Матице хрватске посвећен је њему.